# Hipólito Vieytes
Juan Hipólito Vieytes (Buenos Aires, 1762 – Buenos Aires, 1815) è stato un politico argentino.
Partecipante al cabildo di Buenos Aires del 1810, fu rappresentante della giunta rivoluzionaria in Bolivia e presidente della stessa dal 1810 al 1811.